# Liste des œuvres d'art de la Haute-Savoie
Cet article vise à recenser les œuvres d'art dans l'espace public de la Haute-Savoie, en France.

## Liste
Les œuvres sont classées par ordre alphabétique de communes et, au sein de celles-ci, par ordre chronologique d'installation, dans la mesure des informations disponibles.

### Sculptures
| Œuvre                                                   | Auteur                     | Commune             | Localisation                                              | Notes | Installation | Coordonnées                      | Illustration |
| ------------------------------------------------------- | -------------------------- | ------------------- | --------------------------------------------------------- | --- | ------------ | -------------------------------- | --- |
| Chambres pour Irène                                     | Denis Pondruel             | Alex                | Château d'Alex, Fondation pour l'art contemporain Salomon | | 2008         | à géolocaliser                   | Image manquante |
| Conversation II & III                                   | Jaume Plensa               | Alex                | Château d'Alex, Fondation pour l'art contemporain Salomon | | 2000-2007    | à géolocaliser                   | Image manquante |
| Couple                                                  | Wang Keping                | Alex                | Château d'Alex, Fondation pour l'art contemporain Salomon | | 2000         | à géolocaliser                   | Image manquante |
| Fils d'eau                                              | Giuseppe Penone            | Alex                | Château d'Alex, Fondation pour l'art contemporain Salomon | | 2000         | à géolocaliser                   | Image manquante |
| Grandeur nature                                         | Christian Robert-Tissot    | Alex                | Château d'Alex, Fondation pour l'art contemporain Salomon | | 2009         | à géolocaliser                   | Image manquante |
| L'Homme qui donne du feu                                | Jan Fabre                  | Alex                | Château d'Alex, Fondation pour l'art contemporain Salomon | | 2002         | à géolocaliser                   | Image manquante |
| Icare                                                   | Bob Verschueren            | Alex                | Château d'Alex, Fondation pour l'art contemporain Salomon | | 2002         | à géolocaliser                   | Image manquante |
| Love Me Tender                                          | Anne Ferrer                | Alex                | Château d'Alex, Fondation pour l'art contemporain Salomon | | 2002         | à géolocaliser                   | Image manquante |
| Mes amis                                                | Peter Wüthrich             | Alex                | Château d'Alex, Fondation pour l'art contemporain Salomon | | 2006         | à géolocaliser                   | Image manquante |
| La nuit recule                                          | Christian Lapie            | Alex                | Château d'Alex, Fondation pour l'art contemporain Salomon | | 2006         | à géolocaliser                   | Image manquante |
| Pussy Willow Tree                                       | Rona Pondick               | Alex                | Château d'Alex, Fondation pour l'art contemporain Salomon | | 2001         | à géolocaliser                   | Image manquante |
| Still Standing                                          | Antony Gormley             | Alex                | Château d'Alex, Fondation pour l'art contemporain Salomon | | 2000         | à géolocaliser                   | Image manquante |
| Topiaire                                                | Henri Olivier              | Alex                | Château d'Alex, Fondation pour l'art contemporain Salomon | | 2002         | à géolocaliser                   | Image manquante |
| Buste de Camille Chautemps                              | Paul Landowski             | Annecy              | À déterminer                                              | Représente Camille Chautemps. | À déterminer | à géolocaliser                   | Image manquante |
| Buste de Claudius Gallet,                               | Jean-Marie Baumel          | Annecy              | Jardins de l'Europe                                       | Représente Claudius Gallet. L'original en bronze de 1939 est fondu en 1942, dans le cadre de la mobilisation des métaux non ferreux. | À déterminer | 45° 53′ 59″ nord, 6° 07′ 49″ est | Buste de Claudius Gallet |
| Claude-Louis Berthollet                                 | Carlo Marochetti           | Annecy              | Jardins de l'Europe                                       | Représente Claude-Louis Berthollet. | 1843         | 45° 53′ 57″ nord, 6° 07′ 56″ est | Image manquante |
| Édifice organique                                       | Max Herlin                 | Annecy              | Parc de Bonlieu                                           | | 1981         | à géolocaliser                   | Image manquante |
| Statue de François de Sales                             | Alexandre Descatoire       | Annecy              | À déterminer                                              | Représente François de Sales. | 1924         | 45° 53′ 52″ nord, 6° 07′ 45″ est | Statue de François de Sales |
| Statue de Germain Sommeiller                            | Just Becquet               | Annecy              | Square du 8 mai 1945                                      | Représente Germain Sommeiller. | 1884         | 45° 54′ 22″ nord, 6° 07′ 48″ est | Statue de Germain Sommeiller |
| L'Unique                                                | Jean-Marie Dumurgier       | Annecy              | Jardins de l'Europe                                       | | 1876         | à géolocaliser                   | Image manquante |
| Le Zozo                                                 | François Mezzapelle        | Annecy              | Quai de la cathédrale                                     | | 2007         | 45° 53′ 58″ nord, 6° 07′ 30″ est | Le Zozo |
| Statue de Michel Servet                                 | Clotilde Roch              | Annemasse           | À déterminer                                              | Représente Michel Servet. | À déterminer | à géolocaliser                   | Statue de Michel Servet |
| Le Boqueteau                                            | Jean Dubuffet              | Arâches-la-Frasse   | Flaine, forum                                             | | À déterminer | à géolocaliser                   | Image manquante |
| Tête de femme                                           | Pablo Picasso              | Arâches-la-Frasse   | Flaine, forum                                             | | À déterminer | à géolocaliser                   | Image manquante |
| Trois Hexagones polychrome                              | Victor Vasarely            | Arâches-la-Frasse   | Flaine, forum                                             | | À déterminer | à géolocaliser                   | Image manquante |
| Médaillon d'Émile Chautemps,                            | Paul Landowski             | Chamonix            | Sous la première arcade à gauche de l'hôtel de ville      | Représente Émile Chautemps. Remplace le buste réalisé par Marcel Gaumont inauguré le 9 septembre 1923 dans le cimetière anglais face à la gare, fondu sous le régime de Vichy, dans le cadre de la mobilisation des métaux non ferreux. | 1959         | à géolocaliser                   | Médaillon d'Émile Chautemps« Monument à Émile Chautemps à Chamonix », sur À nos grands hommes,« Monument à Émile Chautemps à Chamonix », sur e-monumen |
| Statue de Michel Paccard                                | À déterminer               | Chamonix-Mont-Blanc | À déterminer                                              | Représente Michel Paccard. | À déterminer | à géolocaliser                   | Statue de Michel Paccard |
| Statue de Jacques Balmat et Horace Bénédict de Saussure | À déterminer               | Chamonix-Mont-Blanc | À déterminer                                              | Représente Jacques Balmat et Horace Bénédict de Saussure. | À déterminer | à géolocaliser                   | Statue de Jacques Balmat et Horace Bénédict de Saussure                                                                                                |
| Signal                                                  | Joan Gardy Artigas         | Chamonix-Mont-Blanc | Entrée du tunnel du Mont-Blanc                            | | 1976         | 45° 54′ 05″ nord, 6° 51′ 37″ est | Image manquante |
| Apothéose de la source Cachat                           | Louis-Charles Beylard (es) | Évian-les-Bains     | À déterminer                                              | | À déterminer | 46° 23′ 59″ nord, 6° 35′ 30″ est | Image manquante |
| Buste de Jules Cottet                                   | H. Prey                    | Évian-les-Bains     | À déterminer                                              | Représente Jules Cottet. | À déterminer | 46° 24′ 03″ nord, 6° 35′ 43″ est | Buste de Jules Cottet |
| Monument à la Libération d'Évian                        | Alain Cremolini            | Évian-les-Bains     | À déterminer                                              | | 1994         | 46° 24′ 01″ nord, 6° 35′ 18″ est | Image manquante |
| Pierre-Louis Dupas                                      | Louis Noël                 | Évian-les-Bains     | À déterminer                                              | | À déterminer | 46° 24′ 03″ nord, 6° 35′ 03″ est | Image manquante |
| Statue du Christ-Roi                                    | Georges Serraz             | Les Houches         | À déterminer                                              | | À déterminer | 45° 54′ 09″ nord, 6° 48′ 07″ est | Statue du Christ-Roi |
| 3000° Celsius                                           | Raymond Gosselin           | Passy               | À déterminer                                              | | 1989         | à géolocaliser                   | Image manquante |
| Dans un espace de paix                                  | Colette Cossin             | Passy               | À déterminer                                              | | 2010         | à géolocaliser                   | Image manquante |
| La Grande Échelle                                       | Charles Semser             | Passy               | À déterminer                                              | | 1973         | à géolocaliser                   | Image manquante |
| Luminescence 2001                                       | Yan Dupuy                  | Passy               | À déterminer                                              | | 1993         | à géolocaliser                   | Image manquante |
| Matérialité du vide                                     | Romy                       | Passy               | À déterminer                                              | | 1999         | à géolocaliser                   | Image manquante |
| Née de la montagne                                      | André Sandel               | Passy               | À déterminer                                              | | 2007         | à géolocaliser                   | Image manquante |
| Plaidoyer pour les droits de l'Homme                    | Gilles Roussi              | Passy               | À déterminer                                              | | 2000         | à géolocaliser                   | Image manquante |
| La Porte bleue                                          | Joan Gardy Artigas         | Passy               | À déterminer                                              | | 1973         | à géolocaliser                   | Image manquante |
| La Porte d'eau                                          | Agustín Cárdenas           | Passy               | À déterminer                                              | | 1973         | à géolocaliser                   | Image manquante |
| La Porte de l'espace                                    | Alexander Calder           | Passy               | À déterminer                                              | | À déterminer | à géolocaliser                   | Image manquante |
| La Porte du soleil                                      | Albert Féraud              | Passy               | À déterminer                                              | | 1973         | à géolocaliser                   | Image manquante |
| La Porte du temps                                       | Lino Brunelli              | Passy               | À déterminer                                              | | 2007         | à géolocaliser                   | Image manquante |
| Sun and Mountains                                       | Alexander Calder           | Passy               | À déterminer                                              | | 1973         | à géolocaliser                   | Image manquante |
| Germain Sommeiller                                      | Joseph-Hugues Fabisch      | Saint-Jeoire        | À déterminer                                              | | À déterminer | à géolocaliser                   | Image manquante |
| Grande Mouette                                          | Alexandre Gantelet         | Seynod              | À déterminer                                              | | À déterminer | 45° 52′ 34″ nord, 6° 05′ 03″ est | Image manquante |
| Arbre à palabres                                        | Godefroy Kouassi           | Taninges            | Chartreuse de Mélan                                       | | 2004         | à géolocaliser                   | Image manquante |
| C'était demain                                          | Alain Sagaert              | Taninges            | Chartreuse de Mélan                                       | | 2006         | à géolocaliser                   | Image manquante |
| Les Enchaînés                                           | Brigitte Baud-Perrier      | Taninges            | Chartreuse de Mélan                                       | | 2002         | à géolocaliser                   | Image manquante |
| Ensemble                                                | Fernand Terrier            | Taninges            | Chartreuse de Mélan                                       | | 2004         | à géolocaliser                   | Image manquante |
| L'Envol                                                 | David Gerstein             | Taninges            | Chartreuse de Mélan                                       | | 2002         | à géolocaliser                   | Image manquante |
| Girouette                                               | René Broissand             | Taninges            | Chartreuse de Mélan                                       | | 2004         | à géolocaliser                   | Image manquante |
| Mes'anges                                               | Régine Raphoz              | Taninges            | Chartreuse de Mélan                                       | | 2007         | à géolocaliser                   | Image manquante |
| Promenade sur glace                                     | Jean-Louis Toutain         | Taninges            | Chartreuse de Mélan                                       | | 2002         | à géolocaliser                   | Image manquante |
| Statue de Joseph Marie Dessaix                          | Antoine Durenne            | Thonon-les-Bains    | À déterminer                                              | | À déterminer | à géolocaliser                   | Statue de Joseph Marie Dessaix |
| Joseph-Marie Dessaix                                    | Louis Noël                 | Thonon-les-Bains    | À déterminer                                              | | 1910         | 46° 22′ 26″ nord, 6° 28′ 47″ est | Image manquante |

### Monuments aux morts
| Œuvre                                                    | Auteur                                 | Commune              | Localisation                                            | Notes | Installation | Coordonnées                      | Illustration                                 |
| -------------------------------------------------------- | -------------------------------------- | -------------------- | ------------------------------------------------------- | ----- | ------------ | -------------------------------- | -------------------------------------------- |
| Poilu au repos (monument aux morts)                      | Copie d'après Étienne Camus            | Abondance            | À déterminer                                            |       | 1921         | à géolocaliser                   | Poilu au repos (monument aux morts)          |
| Le Poilu victorieux (monument aux morts)                 | Copie d'après Eugène Bénet             | Allinges             | À déterminer                                            |       | À déterminer | à géolocaliser                   | Image manquante                              |
| Monument aux combattants de la Haute-Savoie              | Philippe Besnard                       | Annecy               | À déterminer                                            |       | À déterminer | à géolocaliser                   | Image manquante                              |
| Poilu au repos (monument aux morts)                      | Copie d'après Étienne Camus            | Arâches-la-Frasse    | À déterminer                                            |       | 1921         | à géolocaliser                   | Poilu au repos (monument aux morts)          |
| Poilu écrasant l'aigle allemand (d) (monument aux morts) | Copie d'après Charles-Henri Pourquet   | Bogève               | À déterminer                                            |       | À déterminer | à géolocaliser                   | Image manquante                              |
| Poilu écrasant l'aigle allemand (d) (monument aux morts) | Copie d'après Charles-Henri Pourquet   | Châtillon-sur-Cluses | À déterminer                                            |       | À déterminer | 46° 05′ 16″ nord, 6° 34′ 58″ est | Monument aux morts de Châtillon-sur-Cluses   |
| Poilu au repos (monument aux morts)                      | Copie d'après Étienne Camus            | Domancy              | À déterminer                                            |       | 1922         | à géolocaliser                   | Poilu au repos (monument aux morts)          |
| Poilu au repos (monument aux morts)                      | Copie d'après Étienne Camus            | Féternes             | Sur la place du 20 février 1944                         |       | 1922         | à géolocaliser                   | Poilu au repos (monument aux morts)          |
| Le Poilu victorieux (monument aux morts)                 | Copie d'après Eugène Bénet             | Jonzier-Épagny       | À déterminer                                            |       | À déterminer | à géolocaliser                   | Image manquante                              |
| Poilu au repos (monument aux morts)                      | Copie d'après Étienne Camus            | Marin                | À déterminer                                            |       | À déterminer | à géolocaliser                   | Poilu au repos (monument aux morts)          |
| Poilu au repos (monument aux morts)                      | Copie d'après Étienne Camus            | Mégevette            | À déterminer                                            |       | 1923         | à géolocaliser                   | Image manquante                              |
| Poilu au repos (monument aux morts)                      | Copie d'après Étienne Camus            | Mont-Saxonnex        | À déterminer                                            |       | 1921         | à géolocaliser                   | Poilu au repos (monument aux morts)          |
| La Victoire en chantant (monument aux morts)             | Copie d'après Charles Édouard Richefeu | Morzine              | Près de l'église Sainte-Marie-Madeleine et de la mairie |       | 1921         | à géolocaliser                   | La Victoire en chantant (monument aux morts) |
| Monument aux morts                                       | Paul Lefèbvre                          | Rumilly              | À déterminer                                            |       | À déterminer | à géolocaliser                   | Image manquante                              |
| Poilu au repos (monument aux morts)                      | Copie d'après Étienne Camus            | Vulbens              | À déterminer                                            |       | 1922         | à géolocaliser                   | Poilu au repos (monument aux morts)          |

### Fontaines
| Œuvre                          | Auteur                  | Commune           | Localisation       | Notes | Installation | Coordonnées                      | Illustration                   |
| ------------------------------ | ----------------------- | ----------------- | ------------------ | ----- | ------------ | -------------------------------- | ------------------------------ |
| Fontaine Diane de Gabies       | À déterminer            | Annecy            | À déterminer       |       | 1857         | 45° 54′ 02″ nord, 6° 07′ 18″ est | Image manquante                |
| Fontaine Jean-Jacques Rousseau | À déterminer            | Annecy            | À déterminer       |       | 1928         | 45° 53′ 58″ nord, 6° 07′ 30″ est | Fontaine Jean-Jacques Rousseau |
| Fontaine aux lions et tortues  | Victor Bassotti         | Annecy            | Place Notre-Dame   |       | 1859         | 45° 54′ 01″ nord, 6° 07′ 34″ est | Image manquante                |
| Fontaine de la Mandallaz       | Yvette Vincent-Alleaume | Annecy            | À déterminer       |       | À déterminer | à géolocaliser                   | Image manquante                |
| Fontaine de glace              | Carl Nesjar             | Arâches-la-Frasse | Flaine             |       | À déterminer | à géolocaliser                   | Image manquante                |
| Fontaine, 24 boules en acier   | Pol Bury                | Arâches-la-Frasse | Flaine, auditorium |       | À déterminer | à géolocaliser                   | Image manquante                |

### Œuvres disparues ou retirées
| Œuvre                          | Auteur              | Commune  | Localisation                             | Notes | Installation | Coordonnées    | Illustration    |
| ------------------------------ | ------------------- | -------- | ---------------------------------------- | --- | ------------ | -------------- | --------------- |
| Buste de Sadi Carnot,          | Raymond Guimberteau | Annecy   | Jardin public                            | Représentait Sadi Carnot. Fondu en 1942, dans le cadre de la mobilisation des métaux non ferreux. La partie en pierre du monument, restée vide, est détruite en 1959. | 1897         | à géolocaliser | Image manquante |
| Buste de Charles Henri Durier, | Denys Puech         | Chamonix | À l'entrée de la mairie                  | Représentait Charles Henri Durier. Érigé avenue de la gare en 1902. Fondu sous le régime de Vichy, dans le cadre de la mobilisation des métaux non ferreux.           | 1910         | à géolocaliser | Image manquante |
| Buste d'Émile Chautemps,       | Marcel Gaumont      | Chamonix | Dans le cimetière anglais face à la gare | Représentait Émile Chautemps. Le piédestal resté vide est retiré en 1957. Fondu sous le régime de Vichy, dans le cadre de la mobilisation des métaux non ferreux.     | 1923         | à géolocaliser | Image manquante |